# Jake Kasdan
Jacob Kasdan, detto Jake (Detroit, 28 ottobre 1974), è un regista, sceneggiatore e produttore cinematografico statunitense.

## Biografia
Figlio di Meg Goldman Kasdan e del regista e sceneggiatore Lawrence Kasdan, è sposato con la cantautrice Inara George del duo musicale The Bird and the Bee. Suo fratello minore, Jon Kasdan, lavora nell'industria cinematografica come attore, sceneggiatore e regista.
Da bambino ha lavorato come attore in alcuni film diretti dal padre, come Il grande freddo, Silverado e Turista per caso.
Debutta come regista nel 1997 con Zero Effect, film basato su una sua sceneggiatura e presentato nella sezione Un Certain Regard del Festival di Cannes 1998. Successivamente lavora per alcune produzioni di Judd Apatow, come produttore consulente e regista di vari episodi di Freaks and Geeks. Nel 2002 riprende in mano il personaggio principale del suo film d'esordio, Daryl Zero (interpretato da Bill Pullman), per un adattamento televisivo del film. Infatti dirige un episodio pilota di una serie televisiva prequel del film, ma che la NBC non ha mai prodotto.
Negli anni seguenti dirige i film Orange County (2002), TV Set (2007) e Walk Hard - La storia di Dewey Cox, di quest'ultimo ha collaborato anche alla colonna sonora, guadagnandosi una candidatura al Golden Globe nella categoria miglior canzone originale. Nel 2011 dirige Cameron Diaz e Justin Timberlake nella commedia Bad Teacher - Una cattiva maestra, proseguendo poi la collaborazione con la Diaz, questa volta in compagnia di Jason Segel, nel successivo Sex Tape - Finiti in rete (2014).

## Filmografia

### Regista
- Orange County (2002)
- Bad Teacher - Una cattiva maestra (Bad Teacher) (2011)
- Sex Tape - Finiti in rete (Sex Tape) (2014)
- Jumanji: Benvenuti Nella Giungla (Jumanji: Welcome to the Jungle) (2017)
- Jumanji: The Next Level (2019)
- Uno Rosso (Red One) (2024)

### Produttore

#### Cinema
- Shades of Ray, regia di Jaffar Mahmood (2008)
- Friends with Kids, regia di Jennifer Westfeldt (2011)
- Uno Rosso (Red One), regia di Jake Kasdan (2024)

#### Televisione
- Freaks and Geeks - serie TV, 15 episodi (1999-2000)
- New Girl – serie TV, 146 episodi (2011- 2018)

### Regista e produttore
- Jumanji - Benvenuti nella giungla (Jumanji: Welcome to the Jungle) (2017)

### Regista, sceneggiatore e produttore
- Zero Effect (1998)
- TV Set (The TV Set) (2006)
- Walk Hard - La storia di Dewey Cox (Walk Hard: The Dewey Cox Story) (2007)

### Attore
- Il grande freddo (The Big Chill), regia di Lawrence Kasdan (1983)
- Silverado, regia di Lawrence Kasdan (1985)
- Turista per caso (The Accidental Tourist), regia di Lawrence Kasdan (1988)
- Shades of Ray, regia di Jaffar Mahmood (2008)